# Сражение при Аркадиополе (1194)
Сражение при Аркадиополе (болг. Битка при Аркадиопол, греч. Μάχη της Αρκαδιούπολης) — одно из сражений болгаро-византийской войны, произошедшее в 1194 году во Фракии недалеко от Аркадиополя (совр. Люлебургаз) между войсками Болгарского царства и Византийской империи. Закончилось победой болгарских войск.
После победы болгарских войск на Тревненском перевале в 1190 году Иван Асень I обратил свое внимание на Фракию и Македонию, которые все еще находились под властью Византии, стремясь присоединить эти территории к возрождённому болгарскому государству. В последующие годы военные действия начались к югу от Балкан. В период 1193-1194 годов к болгарскому царству были присоединены земли по верхнему течению реки Струма и стратегически важный Средец (совр. София). 
Чтобы отвлечь болгар от их продвижения в сторону Македонии, византийский император Исаак II Ангел задумал наступление на запад. Войска, отправленные в 1194 году под командованием Алексея Гвида и Василия Ватаца, встретилось с болгарским войском под Аркадиополем. Болгары нанесли византийцам сокрушительное поражение. Большая часть вражеской армии была перебита на поле боя, а небольшая часть спаслась бегством. Алексей Гид едва спасся бегством — Василий Ватац погиб на поле боя.
В результате битвы при Аркадиополе Болгария закрепила свои территориальные завоевания; могущество Византии ослабло, и империя столкнулась с серьезными трудностями в организации новой крупномасштабной кампании против болгар.